# Jack Carson
Jack Carson (właśc. John Elmer Carson; ur. 27 października 1910 w Carman, zm. 2 stycznia 1963 w Los Angeles) – kanadyjsko-amerykański aktor filmowy, teatralny i telewizyjny.

## Wybrana filmografia
seriale
- 1948: The Ford Theatre Hour
- 1954: Studio 57
- 1955: Alfred Hitchcock przedstawia jako Frankie Fane
- 1959: Bonanza jako Henry T.P. Comstock
- 1961: Bus Stop jako Veal Gowdy

film
- 1937: Music for Madame jako Zastępca dyrektora
- 1937: Obcym wstęp wzbroniony jako pan Milbanks
- 1937: Kłopoty małej pani (niewymieniony w czołówce)
- 1938: Drapieżne maleństwo jako pracownik cyrku (niewymieniony w czołówce)
- 1938: Blond niebezpieczeństwo jako Charlie
- 1938: Zakochana pani jako Thomas Connors
- 1939: Dziewczyna z Piątej Alei jako Minnesota – marynarz (niewymieniony w czołówce)
- 1939: Pan Smith jedzie do Waszyngtonu jako Sweeney Farrel
- 1939: Destry znowu w siodle jako Jack Tyndall
- 1941: Pan i pani Smith jako Chuck Benson
- 1941: Rudowłosa jako Hugo Barnstead
- 1942: Larceny, Inc. jako Jeff Randolph
- 1943: The Hard Way jako Albert Runkel
- 1943: Księżniczka O’Rourke jako Dave Campbell (przyjaciel Eddiego, drugi pilot)
- 1944: Arszenik i stare koronki jako Patrick O'Hara
- 1945: Mildred Pierce jako Wally Fay
- 1954: Narodziny gwiazdy jako Matt Libby
- 1954: Niefortunny rozwód jako Charlie Nelson
- 1958: Kotka na gorącym blaszanym dachu jako Gooper
- 1961: King of the Roaring 20's - The Story of Arnold Rothstein jako Timothy W. Big Tim O'Brien

## Wyróżnienia
Posiada dwie gwiazdy na Hollywoodzkiej Alei Gwiazd.